# (2600) Lumme
(2600) Lumme es un asteroide perteneciente al cinturón de asteroides, descubierto el 9 de noviembre de 1980 por Edward Bowell desde la Estación Anderson Mesa (condado de Coconino, cerca de Flagstaff, Arizona, Estados Unidos).

## Designación y nombre
Designado provisionalmente como 1980 VP. Fue nombrado Lumme en honor al astrónomo finlandés Kari Lumme.